# 日本一の色男
『日本一の色男』（にっぽんいちのいろおとこ）は、1963年公開の日本映画。植木等主演で10本作られた「日本一の男」シリーズ第1作である。光源氏を彷彿させる名前をもち、美女たちからモテモテになる主人公を植木が演じているが、ほろ苦さの残る展開もあり、シリーズ中でもやや異色の1作といえる。同時上映は駅前シリーズの『喜劇 駅前茶釜』（「備考」も参照）。
キャッチコピーは「女は幾万ありとても 腕に覚えのC調口説き! 進め植木の無責任男!」。

## 概要
『ニッポン無責任時代』『ニッポン無責任野郎』のヒットに気を良くした藤本真澄プロデューサーだが、「マジメ人間こそ真の幸福が得られる」というようなサラリーマン映画を量産していた藤本は、「無責任男」のキャラクターに不満を抱いていた。そこで藤本は新たに「社長シリーズ」のメインライター・笠原良三に依頼し、植木のキャラクターを「無責任男」から「（一見、無責任で調子のいい）有言実行男」へと変更した。この「有言実行サラリーマン」路線は、1967年の『日本一の男の中の男』まで続く。
本作は、女学校の教師から化粧品セールスマンへ転職した光等（植木）が、あの手この手で美女たちを虜にしつつ売り上げを伸ばし大いに稼ぐが、その真の目的は………といった内容。当時の一線級の東宝女優が植木の相手役として多数出演。そして『無責任時代』『若い季節』や『無責任野郎』で植木と共演した人見明が本作より植木の上司役としてほぼ定着し、お馴染みの名台詞「……ばか」が登場する事となる。

## あらすじ
女子高教師の光等（植木等）は、厳粛な卒業式で何故か突如踊りだし、式をめちゃくちゃにして学校を飛び出してしまう。化粧品会社のセールスマンとなった彼は、言葉巧みなセールストークと破天荒ながら計算高い手法で女性たちを陥落させていきトップセールスマンとして巨額の金額を稼ぎ出すのだった。女性たちはそれぞれ自分こそが光等の恋人だと自認して追いかけるが、等は逃げ出して……。

## キャスト
- 光等 - 植木等[1]
- 金山丸子 - 団令子[1]
- 雪桜 - 草笛光子[1]
- 相川ナナミ - 浜美枝[1]
- 春子 - 白川由美[1]
- 日暮道江 - 淡路恵子[1]
- トシ子 - 藤山陽子[1]
- 栗子 - 八代美紀[3]
- 桃子 - 久里千春[3]
- 山桜 - 中真千子[1]
- 純子 - 柳川慶子[1]
- 新子 - 園田あゆみ[3]
- 権田原コチ - 京塚昌子[1]
- 権田原裕福 - ハナ肇[1]
- 野田 - 田崎潤[3]
- 高取 - 由利徹[3]
- 浦和 - 人見明[3]
- チャームスクール・小俣 - 谷啓
- アパートの管理人 - 桜井センリ[1]
- 週刊誌の記者 - 犬塚弘[1]
- ボーイ - 石橋エータロー[1]
- 銭湯の客：中島春雄[4]、鈴川二郎[4]

## スタッフ
以下のスタッフ名は東宝に従った。
- 製作 - 安達英三朗、渡辺晋
- 監督 - 古澤憲吾
- 脚本 - 笠原良三
- 音楽 - 宮川泰、萩原哲晶

## ロケ地

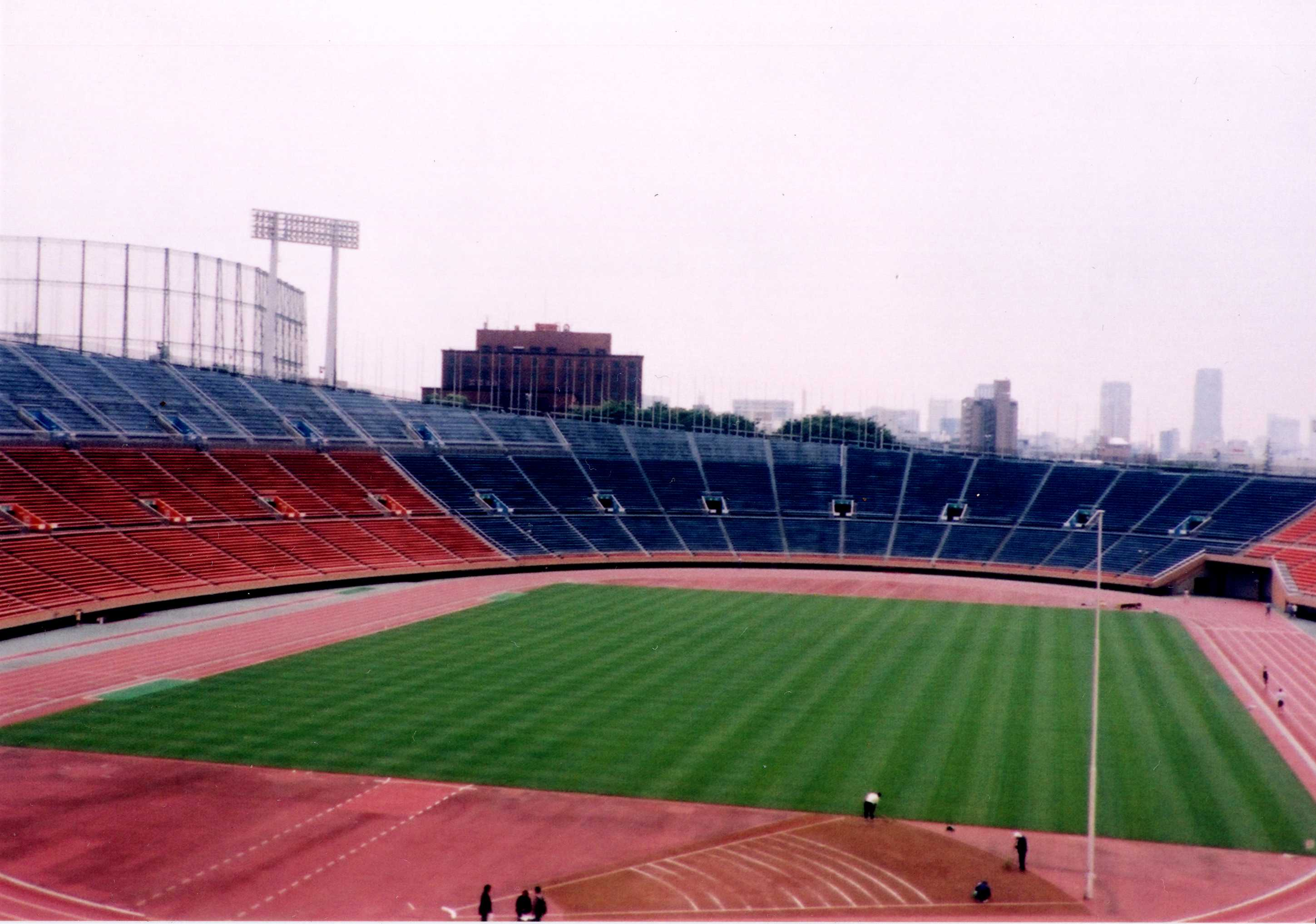
等が「どうしてこんなにもてるんだろう」を歌った国立競技場

- 佼成学園女子中学高等学校
- 首都高1号線
- 青山通り金王坂上
- 国道246号青山学院前
- 大和証券本店
- 神宮外苑
- 千駄ヶ谷
- 国立競技場
- 新宿大京町マンション
- 日比谷公園
- ホテルニュージャパン
- 旧羽田空港

## 使用曲
- 蛍の光～無責任経
- だめでもともと
- 今日もやるぞやりぬくぞ
- やせがまん節
- ギターは恋人　※作詞・作曲：植木等。植木にとって憧れの存在であったディック・ミネの楽曲を思わせる、甘い曲調のバラード。
- どうしてこんなにもてるんだろう　※主題歌。本作での歌唱バージョンは、レコードとは歌い出しのメロディーが大幅に異なる。ちなみに作曲者の萩原哲晶によると「元ネタは春歌」とのこと。
- 無責任一代男
- さのさ～これが男の生きる道
- いろいろ節

## 備考
- 主人公の光等をめぐる女性たちは、そのほとんどが東宝クレージー映画の常連、あるいは（後年の作品も含めると）出演が複数本ある女優たちによって占められているが、白川由美のみ、本作が東宝クレージー映画唯一の出演となった。
- クレージーのメンバーでは安田伸のみ、オープニング・タイトルにクレジットされているものの出演していない。本作以降も「日本一（の男）シリーズ」においては、クレージーからは数名（少ない場合は1名のみ）が助演する形となった。
- 光等の下宿での場面は、『続・若い季節』の予告編に流用されている。
- 光等が春子（演：白川由美）と出かけたナイトクラブのシーンで流れる音楽は、『クレージー黄金作戦』の予告編に流用されている。
- 劇中、登場する銭湯（湯船につかった光等が「さのさ～これが男の生きる道」を口ずさむ）の壁に、本作公開のおよそ3ヶ月前、公開捜査になっていた“吉展ちゃん”の行方を尋ねる、写真入りのポスターが貼られているのが確認できる[5]。
- ラスト近くで、等の最大の目的は、アメリカで入院中の恋人・トシ子（藤山陽子）の手術費を稼ぐ事であったと判明するが、当のトシ子は入院中に主治医と結ばれ、等は泣きを見る……という結末となった。当初、笠原の執筆した脚本は「追いすがる女たちを振り切り、等はトシ子と共に逃げる」というオチだったが、本作プロデューサーの渡辺晋と安達英三朗から反対を受けて書き直したという[6]。こういった「主人公が惨めになって終わるオチ」のバリエーションは、以後のシリーズでも『日本一のホラ吹き男』『日本一のゴリガン男』の「等はヒロイン（双方とも浜美枝）と結ばれるも、尻に敷かれる羽目に」といったような形で用いられている。
- 現存する本作予告編の末尾20秒ほどの部分に、本作公開の翌月公開された『マタンゴ』（監督：本多猪四郎、特技監督：円谷英二）の特報が収録されている（映像、スチールは使用せず、描き文字と効果音のみで構成。収録ソフトによっては、予告編のこの部分はカットされる場合もある）。このため、公開当時の本作は『マタンゴ』との二本立てだった、という誤った認識も一部に生じているが、実際は当ページ上部に記載されている通りであり、『マタンゴ』の同時上映作品は『ハワイの若大将』（監督：福田純）であった。